# Edson Chagas
Edson Chagas, né à Luanda en 1977, est un photographe angolais qui a obtenu le Lion d'or à la Biennale de Venise en 2013 au Pavillon angolais pour Luanda Encyclopedic City.

## Biographie
En 1992, il quitte l 'Angola pour le Portugal pour apprendre les bases de la photographie pendant trois années d'études. Ensuite, il part du Portugal pour rejoindre Londres où il se forme au photojournalisme au London College of Communication en 2007. Puis il se perfectionne dans la photo documentaire à l'université de Newport  au Pays de Galles. En 2008, il rejoint l'Angola.
En 2011, Edson Chagas participe à la Triennale 2010 de Luanda, au festival SP-Arte et à la galerie SOSO de Sao Paulo, de même qu’à l’atelier organisé en Éthiopie par la GIZ (Société allemande de collaboration internationale), qui se concrétise par une exposition itinérante depuis le Musée national d’Éthiopie d’Addis-Abeba au Rheinisches Landesmuseum de Bonn, en Allemagne.
En 2012, il prend part au projet luandais MABAXA et participe au festival RAVY — Rencontre d’Arts Visuels — de Yaoundé, au Cameroun. En 2013, il participe à l’exposition collective NO FLY ZONE au Berardo Museum de Lisbonne, et son travail est exposé dans le cadre de l’exposition « Landscape » proposée par A Palazzo Gallery de Brescia, en Italie.

## Séries photographiques
Dans sa série « Found not taken », la thématique du déplacement est abordée avec une collecte d'objets abandonnés dans les rues de Londres, Newport ou Luanda. 
Plusieurs questions émergent de cette exposition. Edson Chagas y montre son attachement à l’objet et à son sens en termes d’habitudes de consommation. Il dévoile aussi son intérêt  pour l'engagement avec la ville et l'espace urbain. L'artiste explique qu'il peut localiser immédiatement l’objet et l’endroit qui lui convient, mais il lui arrive aussi de devoir changer de lieu avec une distance plus ou moins grande. Ces déplacements lui permettent aussi de comprendre la relation des gens avec les transports publics et la dynamique même de la ville. 
En interrogeant les sources de localisation initiales des objets et leurs déplacements, une réflexion sur l'assimilation des objets aux êtres humains émerge avec les notions de racines et de migrations. La surconsommation qui laisse des stocks rejetés est aussi en filigrane de son œuvre. Edson Chagas laisse libre interprétation à chaque observateur. 
La série « Tipo passe » (photos de passeport) est une série de douze portraits multiculturels et ambivalents de personnes stylées portant des masques désacralisés. Cette idée a surgi lors d'une soirée chez un ami collectionneur de masques traditionnels. Alors que l'artiste se languissait au cours de cette soirée, il porte soudain un masque pour montrer son ennui à la suite d'une intervention interminable d'un invité. Il lui alors été rapporté : « Attention, ça porte malheur. Ces masques sont chargés. » En effet, autrefois les tribus emportaient des masques pour se protéger lors de leurs pérégrinations. Dans cette série, l'artiste associe les masques à des tenues  distinguées (nœuds papillons, cravates, smoking…). « Pour les autorités, vous représentez le pays, vous êtes même le premier visage de ce pays à l'étranger, donc vous devez être impeccables. » 
Oscillant entre modernité et tradition, il questionne la notion d'identité. « Je voulais traiter du multiculturalisme. Quand on évoque l'Afrique, on en parle comme s'il s'agissait d'un seul pays. Mais c'est un continent. »

## Expositions
- Found Not Taken - Edson Chagas, Kunst Haus Wien / Museum Hundertwasser, Vienne (AUT), 14.07 - 30.10.2016